# Opel 1,8 L
L'Opel 1,8 L est un modèle de voiture d'Adam Opel AG fabriqué à Rüsselsheim de 1931 à 1933.

## Historique et technologie
La 1,8 L a été introduite en 1931 pour succéder à la 8/40 PS. La familiale routière avait un moteur plus petit que celui de sa prédécesseur.
Ce moteur était un moteur six cylindres en ligne d'une cylindrée de 1 790 cm³ (alésage × course = 65 mm × 90 mm) et avec des soupapes latérales. Le moteur était alimenté par un seul carburateur Solex. La puissance était de 32 ch (23,5 kW) à 3 200 tr/min. Le couple maximal de 100 Nm était atteint à seulement 1 000 tr/min.
La puissance du moteur était transmise aux roues arrière via un embrayage à sec monodisque, une boîte de vitesses à trois vitesses et un différentiel sur l'essieu arrière.
Initialement, la 1,8 L atteignait une vitesse de pointe de 85 km/h, mais à partir de 1933, la puissance du moteur passa à 33,5 ch (24,6 kW) et la vitesse de pointe à 90 km/h.
Le châssis en acier embouti était constitué de profilés en U et les deux essieux rigides étaient suspendus à des ressorts à lames longitudinaux semi-elliptiques équipés d'amortisseurs hydrauliques. Les freins à tambour sur les quatre roues étaient actionnés par câble.
La 1,8 L était disponible dans un certain nombre de styles de carrosserie, comme une voiture de tourisme à quatre places, un coupé deux portes, un cabriolet deux portes et des berlines deux et quatre portes.
À partir de 1932, il y eut une variante supplémentaire, plus luxueuse, appelée Regent 1,8 L. Ce nom était destiné à rappeler la voiture de luxe Regent, fabriquée seulement en 1928. Techniquement, la Regent correspondait au modèle de base, la 1,8 L de 32 ch. Cette voiture était également disponible en roadster deux portes, plus tard appelée officieusement Opel Moonlight Roadster, et en limousine Pullman quatre portes. Cette voiture de luxe a également bénéficié des évolutions techniques de 1933.
Fin 1933, la production de la 1,8 L a cessé après la construction de 32 285 unités. L'Opel 6 a été son successeur.

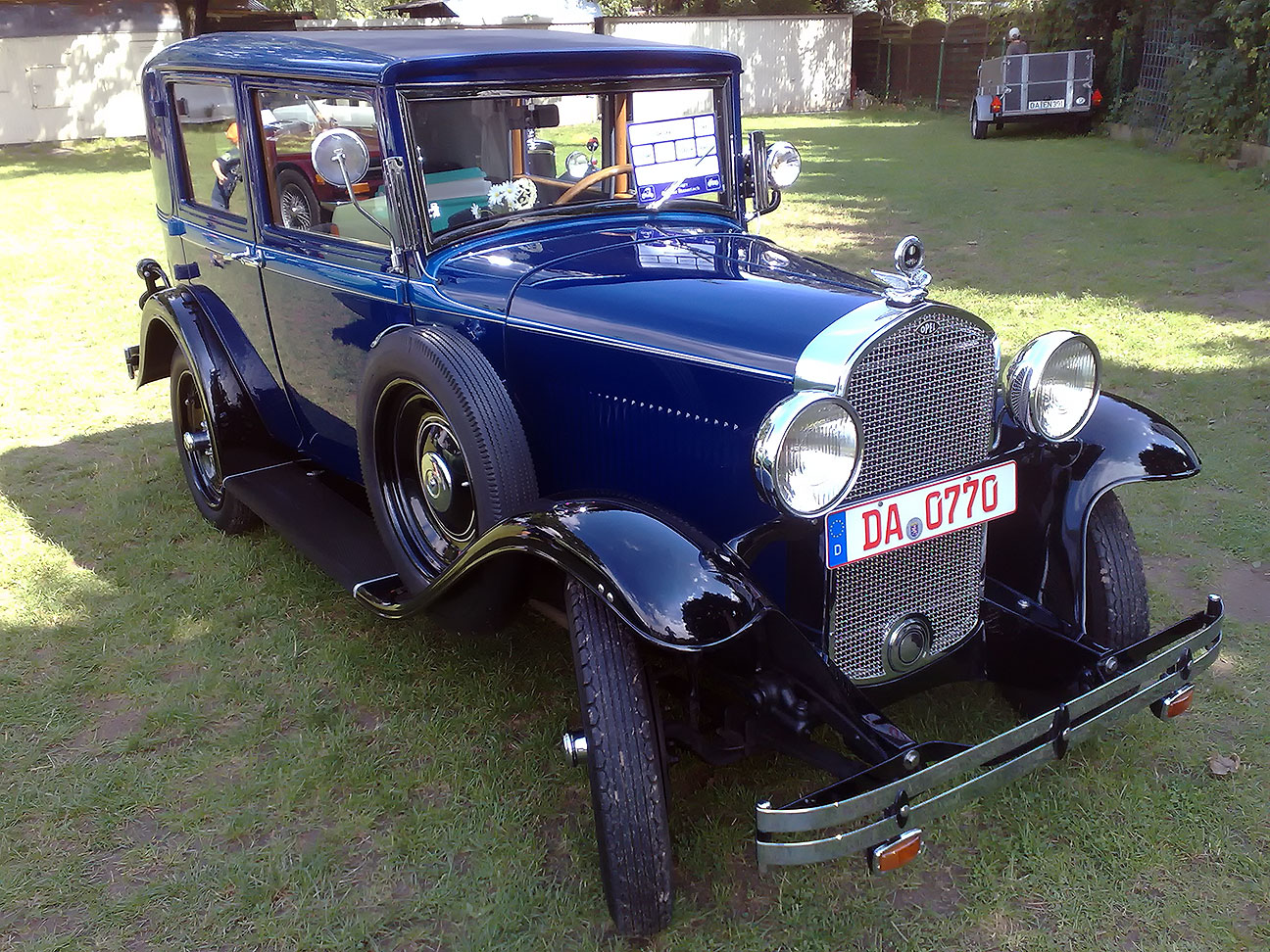
Opel 1,8 L (1931)
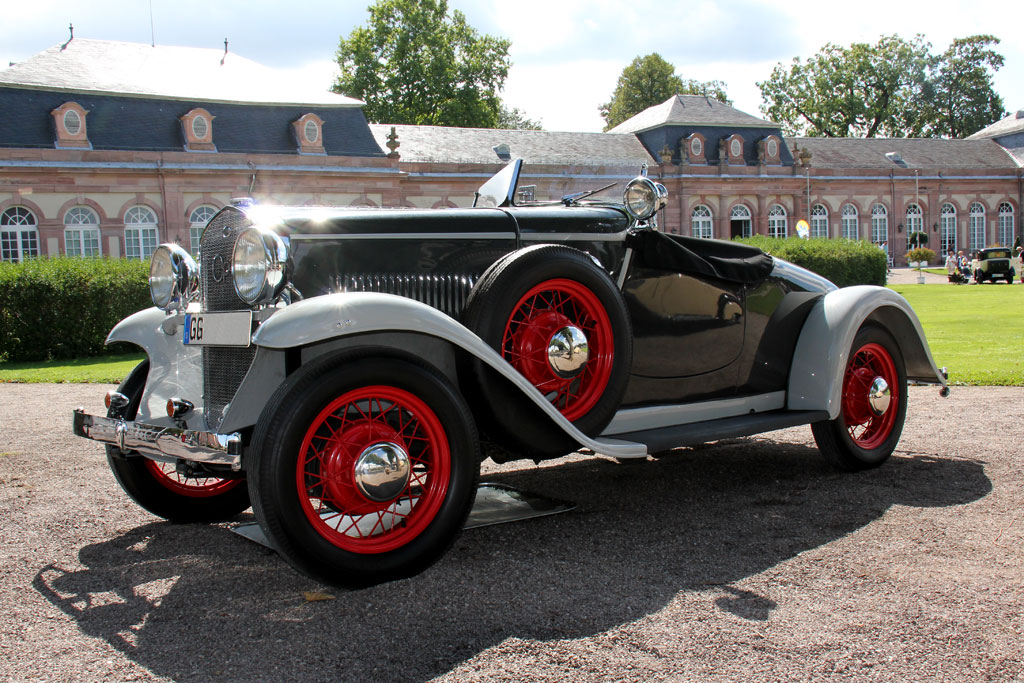
Opel Moonlight Roadster